# A Villám 2. – A mágus bosszúja
A Villám 2. – A mágus bosszúja (eredeti cím: The Flash II: Revenge of the Trickster) 1991-es egész estés amerikai film, melyet az 1990-es The Flash című  televíziós sorozat két epizódjából állítottak össze. A forgatókönyvet Howard Chaykin és John Francis Moore írta, Danny Bilson rendezte, a producere Don Kurt. A Pet Fly Productions és a Warner Bros. Television készítette. Amerikában 1991-ben adták ki VHS-n.

## Szereplők
| Szereplő                                              | Színész            | Magyar hang      |
| ----------------------------------------------------- | ------------------ | ---------------- |
| Barry Allen / Villám                                  | John Wesley Shipp  | Stohl András     |
| Tina McGee                                            | Amanda Pays        | Spilák Klára     |
| Julio Mendez                                          | Alex Desert        | Kálid Artúr      |
| James Jesse / A mágus                                 | Mark Hamill        | László Zsolt     |
| Zoey                                                  | Corinne Bohrer     | ?                |
| Joe Kline                                             | Richard Belzer     | Berzsenyi Zoltán |
| Bellows                                               | Vito D'Ambrosio    | Galambos Péter   |
| Murphy                                                | Biff Manard        | Kardos Gábor     |
| Megan Lockhart                                        | Joyce Hyser        | Urbán Andrea     |
| Denise Cowan                                          | Marsha Clark       | ?                |
| Warren Garfield hadnagy                               | Mike Genovese      | Teizi Gyula      |
| Sabrina                                               | Gloria Reuben      | ?                |
| Jim Kline                                             | Tim Stack          | ?                |
| Bíró                                                  | Parley Baer        | ?                |
| Pincér                                                | Brad Sevy          | ?                |
| Matthews                                              | William Long Jr.   | ?                |
| Williams                                              | Christopher Murray | ?                |
| További magyar hangok                                 |                    |                  |
| Braun Rita, Molnár Ildikó, Réti Szilvia, Végh Gusztáv |                    |                  |